# フランス第三共和政

フランス共和国
République française (フランス語)

国の標語: Liberté, Égalité, Fraternité（フランス語）
自由、平等、友愛国歌: La
Marseillaise（フランス語）
ラ・マルセイエーズ

フランス共和国とその植民地（1939年）

フランス第三共和政（フランスだいさんきょうわせい、フランス語: Troisième République）は、普仏戦争さなかの1870年に樹立されたフランスの共和政体である。1940年にナチス・ドイツのフランス侵攻によるヴィシー・フランス成立まで存続した。

## 概要
初期は議会で立憲君主制を掲げる王党派が多数だったが、君主の性質などをめぐりボナパルティスト・オルレアニストなど様々な対立があり機を逃した。最終的にレジティミストの推すシャンボール伯アンリが1883年に没すると世論は共和政容認が大勢となり、選挙でも共和派が多数を占めた。結果として王政復古の望みは潰え、「共和政」の名が公的に現れるようになった。
1875年憲法は第三共和制にその基礎となる二院制（上院（元老院）と下院（代議院））の一元主義型議院内閣制を制定した。また、任期7年の共和国大統領が名目的元首となり、上下両院による多数決で選出されることが定められた。
第三共和制下では新たな植民地、インドシナ、マダガスカル、ポリネシア、大規模な領土西アフリカを含むアフリカ領土を20世紀までに獲得した。
20世紀初頭の議会政治は中道右派の民主共和同盟によって進められた。そもそも民主共和同盟は中道左派勢力と結集したが、共和制が定着するにつれて保守勢力となった。第一次世界大戦以降、特に30年代後半に急進党を中心にした左派との政治的対立が激化した。第二次世界大戦によるナチス・ドイツによる占領、フィリップ・ペタンを主席とするヴィシー政権が誕生したことでフランス第三共和政は終焉を迎えた。
フランス第三共和政は70年で歴史を終えたが、1789年のアンシャン・レジーム崩壊以降の政体としては現在のフランス第五共和政も含めて最長のものとなった。

## 初期（1870年 - 1879年）

### 国防政府

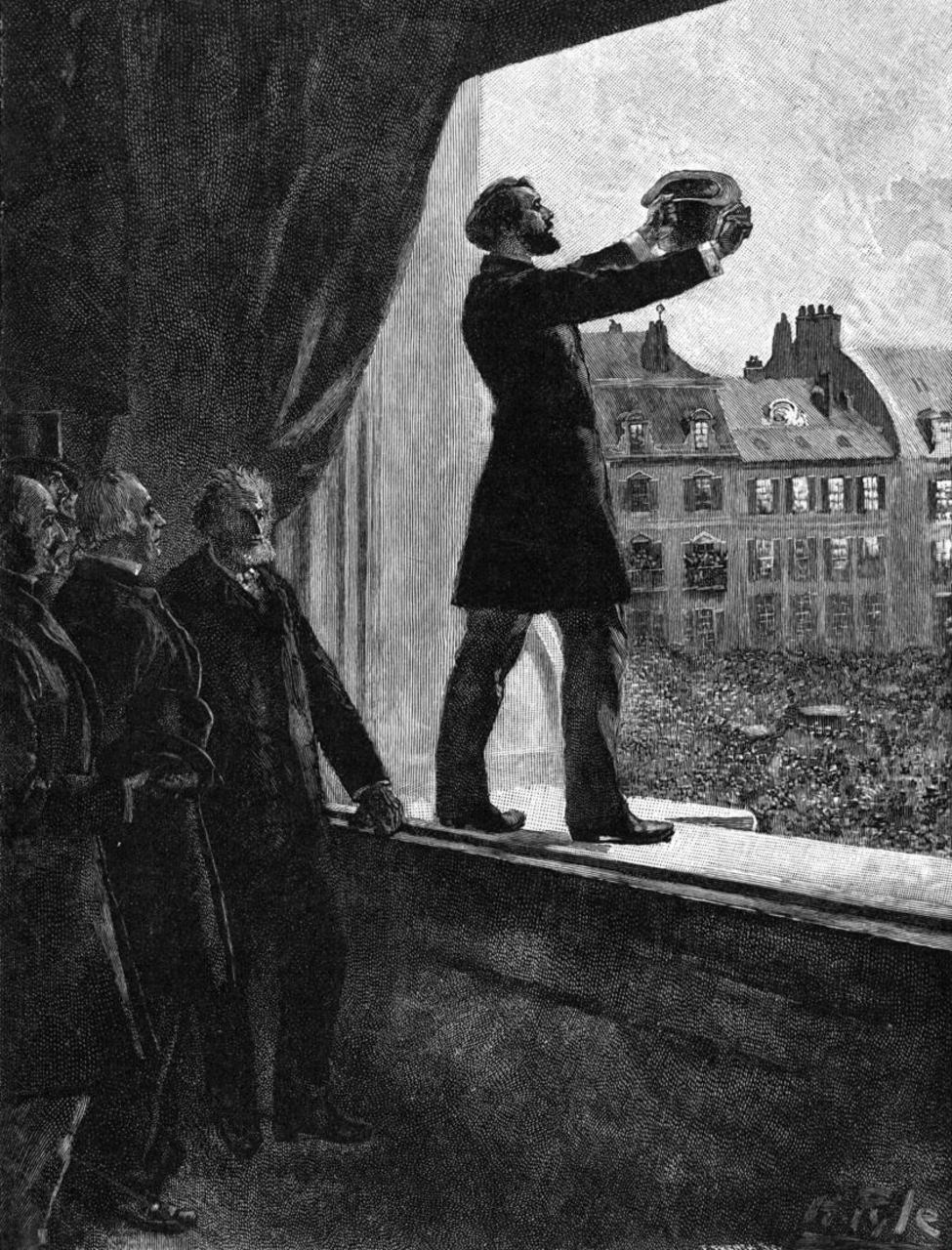
ガンベタの共和国宣言

普仏戦争中の1870年9月2日、ナポレオン3世はセダンの戦いで捕らえられて捕虜となった。共和制移行を求める運動がパリ中に広がり、1870年9月4日にブルボン宮殿の議員の一人レオン・ガンベタがパリ市庁舎で共和国宣言を行なった。ルイ＝ジュール・トロシュ将軍を首班として国防政府（臨時政府）が成立し、第二帝政は崩壊した。国防政府は戦争を継続する姿勢をとり、プロイセン軍によるパリ包囲後も内相のガンベタは気球で脱出し、トゥールで国民軍を組織するなどして抵抗を続けた。だが一方で1月末にはプロイセン軍のパリ市内への砲撃が始まり、敗色濃厚となる中で講和が模索されはじめた。1871年2月8日に議会選挙が行われ、講和を主張する王党派が議席の多数をしめた。パリでなくボルドーで2月12日から国民議会が開催されると、2月17日に共和派のアドルフ・ティエールが新政府の指導者たる行政長官に選出された。彼は2月26日にビスマルクと講和予備条約に調印し、ドイツに対してアルザス＝ロレーヌの割譲と50億フランの賠償支払いを認めた。（1871年5月10日のフランクフルト講和条約で正式に確認された。）

### パリ・コミューン

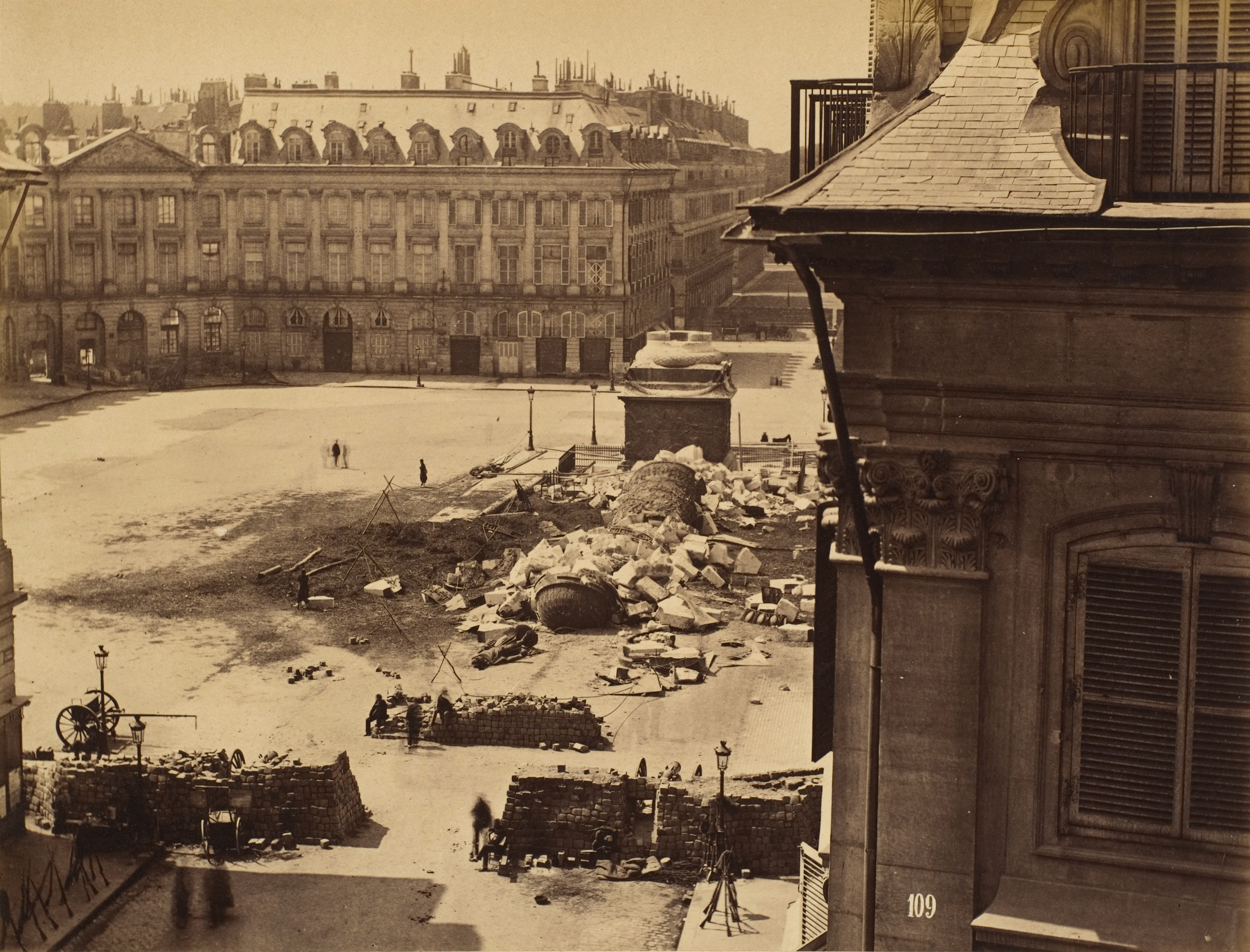
パリ・コミューンの抵抗

こうした政府の弱腰な姿勢やプロイセン軍の祝勝パレード、3月3日のパリ占領はパリ市民の憤激を招いた。3月18日にティエールはパリの治安回復を目的とする国民衛兵の武装解除を図るも兵士の一群が抵抗した。軍の一部がコミューンに合流し、ティエールは軍と政府関係者と共にヴェルサイユに待避した。一時的に国家機構が停止し無政府状態が生じたが、市民は独自の議会選挙を行い、3月28日に革命的自治政府パリ・コミューンの成立が宣言された。これは世界史上初の自治政府でもあった。コミューンの政策には労働条件の改善など社会政策的な要素が含まれており、晩年のカール・マルクスなどがこれを高く評価したが、実際には「社会主義政権」と評価できるほどの政策もさほど見られず、あまりにも統治期間が短すぎた。また、内部対立を収拾できずにいる間、ヴェルサイユ政府はビスマルクと交渉し、捕虜となっていたフランス正規兵17万人を返還させコミューンの国民衛兵4万に対して数的優位を築くことに成功した。5月21日に始まった『血の週間』の1週間の間に新政府のヴェルサイユ軍によって鎮圧された。コミューン参加者の多くが射殺ないしは軍事法廷によって処刑された。

### 共和政治とティエール解任
パリ・コミューンの鎮圧は、多くのフランス国民にとっては政治的安定をもたらすものとして受け入れられた。1871年7月2日に議会選挙が行われ、多党連立の国民議会が誕生した。この国民議会によって1871年8月31日に行政長官ティエールは正式に大統領に任命された。当時の多党連立政権は明確な政策を打ち出せずいたが、政府内部にも最右翼アドルフ・ティエールから急進左翼レオン・ガンベタまで幅広い党派があり、統制が困難であった。
だがまだこの段階でも王政復古を主張する勢力も存在し、政体の行方は定まらなかった。ティエール本人は共和政を支持したが、この姿勢を鮮明にすると王党派が離反し、1873年に国民議会によってティエールは大統領職から事実上解任された。

### 王党派
こうして新たに大統領になったマクマオン、首相のブロイ公ともに王党派の立場をとっていたが、議会では共和派が勢力を伸ばしており王政復古を牽制していた。
第二帝政崩壊後のボナパルティストはナポレオン3世の皇太子であったナポレオン・ウジェーヌ・ルイ・ボナパルト（ナポレオン4世）に望みを賭けたが、同じような保守派でも、立憲君主制を志向し人民主権や自然権は認めるオルレアン家のルイ・フィリップ1世の一族を推すオルレアニスト（オルレアン派）や、革命も帝政も否定しアンシャン・レジームへの復帰を求め、シャルル10世の直系、その断絶後はスペイン・ブルボン家の王族を推すレジティミスト（正統派）と競合することになった（オルレアニストとレジティミストは王党派と総称されるが、共にカペー家の流れを汲む一族を支持しており、歴史的正統性は高かった）。自由主義者からはレジティミストのような極端な王党派は嫌悪されたが、その一方でボナパルティストも民主主義を標榜しながら結局は政治的自由を抑圧する独裁体制を正当化するものとみなされた。
議会の多数を王党派が占めていたが、レジティミストとオルレアニストに二分されていた。しかし、王政復古を実現するために交渉が行われた結果、シャンボール伯アンリ（シャルル10世の孫）がオルレアン家のパリ伯フィリップ（ルイ・フィリップ1世の孫）よりも継承順位が上位であるという合意がなされた。
かくして、1873年にアンリ即位は必至の情勢となっており、意気揚々とパリ入市を果たした。アンリは王党派のマクマオン大統領に先導されて議会に入り、王として歓呼で迎えられることを思い描いていたが、彼自身の頑迷さがそれらを水泡に帰させた。アンリは王になるに当たり、復古王政期の国旗である白旗を棄てて三色旗を受け入れることを求められたが、断固として拒否した。彼にとってそれを受け入れることは、フランス革命の精神を継承することに繋がったからである。こうして王政復古の最大の好機は去った。

### 憲法制定と三帝同盟の切り崩し
1875年2月に憲法が制定され、上院（元老院）と下院（代議院、普通選挙による）による二院制がとられた。また、任期7年の共和国大統領が名目的元首となり両院による多数決で選出されることが定められた。内閣が行政権を握り、普通選挙制の下院の力が強かった。
ドイツ帝国のビスマルク宰相はドイツの安全の為にフランスの国際的孤立を図った。クリミア戦争以前の列強体制再構築の為に、1873年にドイツはオーストリア・ロシアと三帝同盟を結んでいた。1875年4月8日に『ポスト』紙事件が持ち上がり、ドイツ国内の世論に押されたビスマルクは、予防戦争を行なおうとして黙認していた。しかしフランス外相ルイ・ドゥカズの巧みな外交によって、イギリスのディズレーリ首相とロシアのゴルチャコフ外相を味方につけてフランスを支持してもらい、ドイツの対仏強硬姿勢を取り下げさせることに成功した。ロシア皇帝アレクサンドル2世とゴルチャコフは自らベルリンを訪問して独仏関係の調停に乗り出している。こうしてビスマルクの野望は、三帝同盟の切り崩しに遭い潰えた。
1876年2月20日と3月5日に第三共和国憲法に従い議会選挙が行われると、上院では王党派、下院では共和派が優勢になった。こうした中、王党派の立場をとる大統領のマクマオンは、穏健共和派のジュール・シモンを首相に選ばざるをえなかった。その後、大統領と下院の対立が深まり、根っからの王党派であったマクマオンは、翌1877年の5月16日の危機（フランス語: Crise du 16 mai 1877）で5月17日にシモン首相を解任した。10月に議会を解散させて再び議会選挙を実施したが、共和派の勢力が衰えることはなく、外交の切り札だったルイ・ドゥカズ外相をも失った。
1876年7月にはロシアのゴルチャコフ外相とオーストリア・ハンガリーのアンドラーシ首相とは、秘密協定のライヒシュタット協定を締結して、ロシアのベッサラビアとコーカサス、オーストリア・ハンガリーのボスニア・ヘルツェゴビナを、それぞれ獲得することをバルカン半島をめぐって対立するロシアとの中立協定の条件にしていた。露土戦争でオーストリア・ハンガリーは中立を守り、1878年3月3日にロシアはオスマン帝国とサン・ステファノ条約を締結していた。
1878年のベルリン会議で、ドイツのビスマルクは中立を宣言していたが、『ポスト』紙事件以来、ゴルチャコフ外相とは敵対関係になっていた。オーストリア・ハンガリーのアンドラーシ首相は、アンドラーシ外交と呼ばれるようになる外交方針の転換を行い、ロシアの南下政策に反対するイギリスのディズレーリ首相とともに、ロシアへの宣戦布告をチラつかせてサン・ステファノ条約の破棄を迫り、ビスマルクもこれに肩入れした。アンドラーシ首相は、ボスニア＝ヘルツェゴヴィナ獲得に国内で批判が高まったことから、1879年10月2日に辞任を余儀なくされた。ロシアは三帝同盟から離脱し（1879年10月7日、独墺同盟）、フランスは外交的孤立から脱することになった。ゴルチャコフ外相は、反独外交を志向するようになり、このあとに締結される露仏同盟の基礎を築いていくことになる。

## 全盛期（1879年 - 1914年）
1877年の議会選挙後はそれ以前にも増してマクマオンと下院の間で軋轢が増え、7年の任期を待たず1879年1月30日にマクマオンが大統領の座を退いて王党派の政権は終焉し、共和派のジュール・グレヴィが大統領に就任した。これ以降、言論・出版の自由が保障されたほか、政教分離が進むなど（1905年に政教分離法制定）、自由主義的諸改革が進展する一方、バスティーユ襲撃の7月14日を国民祝祭日に、共和政の象徴としてマリアンヌ像が公舎に描かれるなど国民の間に共和政の理念を普及させる試みも推進された。

### フェリー首相の植民地拡大論
フランスの工業力はドイツやアメリカほどでは無かったが、中産階級に支えられた銀行の資本力があった。ジュール・フェリー首相（第一次：1880年9月23日 - 1881年11月14日）は、資本を武器に帝国主義政策を推し進めて、主にアフリカで植民地拡大を推進した。1881年のチュニジア侵攻でチュニジアを事実上保護国化し（1830年に出来たフランス領アルジェリアとフランス領北アフリカとして統合）、セネガルにも進出したほか、1882年にコンゴを分割してフランス領コンゴとして保護国化し（正式にはベルリン会議で決定された。1910年にフランス領赤道アフリカとして統合）、1885年にマダガスカル島の港湾都市を確保し、1891年にフランス領ギニアを保護国化した（1895年にフランス領西アフリカとして統合）。
1880年にロシア皇帝アレクサンドル2世は改革派のミハイル・ロリス＝メリコフを抜擢し、専制君主だった父帝ニコライ1世が1826年に創設した秘密警察「皇帝官房第三部」を1880年8月に廃止し、内務省警察部内にオフラーナとして改組された。1881年3月13日にアレクサンドル2世暗殺事件が起こり、次の皇帝にはアレクサンドル3世が即位した。アレクサンドル3世のもとで、保守派のコンスタンチン・ポベドノスツェフが権力を掌握し、5月4日に改革派のミハイル・ロリス＝メリコフらは失脚した。ドイツのビスマルクは、6月18日に保守派が復権したロシアと三帝協商を復活させ、ロシアからの脅威を解消すると、フランスのチュニジア政策に不満を持つイタリアとオーストリアとの間でも、1882年に三国同盟を結んで、ビスマルク体制と呼ばれるフランス包囲網を確立して大国間の勢力均衡崩壊を防ぐことに腐心するようになり、フランスは再び外交的に孤立した。
1882年のパリブルズ暴落からユダヤ系の金融資本への不満が募り、各地でユダヤ人迫害事件が頻発した。インドシナへの侵略は既にナポレオン3世の時代から始まっていたが、トンキン戦争（1882年）に勝利し、1883年、1884年には阮朝越南国に癸未条約（第1次フエ条約、アルマン条約）と甲申条約（第2次フエ条約、パトノートル条約）を認めさせ、フランス保護領トンキンを保護国化した。清は保護国化に宗主権を訴えて反対したが、ジュール・フェリー首相（第二次：1883年2月21日 - 1885年4月6日）は清仏戦争で撃破し、1885年の天津条約で清のベトナムに対する宗主権を否定させた。1887年にカンボジアとあわせてフランス領インドシナ連邦を成立させ、1893年にはラオスもあわせその領域を拡大させた。また、19世紀末には中国分割が本格化する中で広州湾付近に勢力を伸張させた。

### ブーランジェ事件
しかし、フランス国内では、左派は軍事費の増大とそれに伴う国民への負担増、右派は対ドイツ消極外交と関連づけて、こうした植民地拡大政策を批判した。国内の軍部、取り分けフランス陸軍は国内保守派（王党派やボナパルト派など）の牙城であり、政治に対する介入を仄めかすこともあったが、1885年の議会選挙でジュール・フェリー率いる穏健共和派が勝利した。1886年に急進派の援助でフレシネ内閣が発足すると、ジョルジュ・ブーランジェが国防大臣のポストを得た。彼は軍属でありながら軍部の改革やドゥカズビル炭鉱での争議に対して軍の派遣を拒否するなどして民衆や共和派の政治家からも支持されていた。
1887年4月20日、独仏国境でフランスの一警察官がスパイ容疑で逮捕されるシュネブレ事件が起きた。ブーランジェは対独強硬論を主張し、普仏戦争以降の排外的国民的感情を刺激し、ビスマルクをして独仏の友好にとって最大の危険人物と言わしめ、「復讐将軍」の渾名を持つようになった。1887年5月に政権交代したモーリス・ルーヴィエ内閣は、ブーランジェの人気を恐れ更迭、さらに軍籍を剥奪したが、12月2日にレジオンドヌール勲章収賄事件が発覚してグレヴィ大統領が辞任し、12月3日の大統領選挙ではサディ・カルノーが対立候補のジュール・フェリーを破り、新大統領に就任した。12月10日にブーランジスム運動の活動家によるジュール・フェリー暗殺未遂事件が起こった。12月12日にルーヴィエ首相も辞任を余儀なくされた。かえってブーランジェに対する人気は高まり、期待感は大きくなっていった。
1888年7月に改憲反対派のフロケ首相と口論の末決闘となった。ブーランジェは決闘には負けたものの、ブーランジスムと呼ばれる民衆の支持はかえって盛り上がり圧倒的支持を受けた。共和勢力の衰退を見た反共和主義勢力の王党派やボナパルティストは、ブーランジェとの協力関係を結んだ。1889年1月27日の補欠選挙で勝利すると、クーデターを画策したが、肝心のブーランジェ本人が実行をためらったため計画は瓦解し、フランス共和制は危機を脱した。2月22日にフロケ首相が総辞職し、次の首相に就任したピエール・ティラールによってブーランジェに逮捕状が発せられ、関係する組織は起訴されることとなった。身の危険を感じたブーランジェは、4月にベルギーへ亡命した。1889年9月の議会選挙が実施され、その後はブーランジスム勢力は急激に衰えていった。

### ビスマルクとヴィルヘルム2世の対立
ビスマルクは、ルーヴィエ首相とブーランジェ将軍の対立を奇貨として、1887年6月18日の独露再保障条約を締結したが、そのような状況下でもフランスは各地への植民地拡大政策を進めた。このことは、普仏戦争の敗北で傷つけられた国民感情を癒し、国威発揚につながる面もあった。また、ビスマルクとしてもフランスの軍事力がドイツへの復讐にではなく、植民地拡大にむかうことは歓迎できることであった。
ところが、ビスマルク体制でのフランスの国際的孤立から転換点となるのが、1888年6月15日のドイツ皇帝ヴィルヘルム2世の即位であった。自ら率先して国の舵取りを行う事を望んだ皇帝は1890年にビスマルクを辞任に追いやった。また、外交上のフリーハンドを優先し独露再保障条約の更新を見送った。これに反発したロシアは1891年から公然としてフランスに接近し、その軍事力と資本力を求めた。このあと、フランスには陰謀と暗殺が相次ぐことになる。

### パナマ運河疑獄
1892年にパナマ運河疑獄に関して伏せていた事件が反ユダヤ系の新聞『ラ・リーブル・パロール』紙に大々的に報道されると（保守派のジョルジュ・クレマンソーや左翼のレオン・ブルジョワといった大物政治家が含まれていた）、1893年の議会選挙でジョルジュ・クレマンソーは落選した。

### サディ・カルノー暗殺事件、ドレフュス事件、露仏同盟
1894年6月24日にサディ・カルノー大統領がイタリア人アナーキストのサンテ＝ジェロニモ・カゼリオに暗殺された（サディ・カルノー暗殺事件）。1894年9月にフランス陸軍参謀本部勤務の大尉であったユダヤ人、アルフレド・ドレフュスがドイツへのスパイ容疑で逮捕されたが、これは冤罪事件であった。慌てた軍部は証拠不十分のまま非公開の軍法会議においてドレフュスに有罪判決を下した。フランスは、1894年10月に露仏同盟締結にこぎつけたが、11月1日にアレクサンドル3世が崩御して、ニコライ2世が即位し、イギリス育ちのアレクサンドラと結婚した。フランスは、ビスマルク体制の外交的孤立から脱却し、ヨーロッパの軍事情勢は流動化していった。
1895年1月にフェリックス・フォールが大統領に就任すると、1896年にはパリにロシア皇帝ニコライ2世を迎え、1897年には答礼でロシアを訪問し、露仏同盟を内外にアピールした。一方、情報部や家族の尽力の結果、1896年にジョルジュ・ピカール大佐が証拠のメモから、ハンガリー生まれのフェルディナン・ヴァルザン・エステルアジ少佐がドレフュス事件の真犯人であると分かった。しかし軍部は権威失墜を恐れてもみ消しを図り、形式的な裁判でエステルアジを無罪とし釈放した。1897年、ジョルジュ・クレマンソーが新聞「オーロール」紙を主幹し、ドレフュス擁護の論陣を展開。1898年1月18日、作家のエミール・ゾラによるフェリックス・フォール大統領宛ての『我弾劾す』("J'accuse") に始まる公開質問状が新聞『オーロール』紙に掲載され、その中で軍部を中心とする不正と虚偽の数々を徹底的に糾弾した。それまで細々と続けられてきたドレフュス支持の運動が盛り上りを見せ始め、ドレフュス個人の事件から、自由と民主主義・共和制擁護か否かの一大政治闘争の色彩を帯び始め、フランス世論を二分して展開された。1898年5月の議会選挙で、フォール大統領の進歩共和派は63議席を失う大敗を喫した。8月30日にアンリ大佐が証拠のねつ造を自白、翌8月31日に不審な形で自殺した。こうした騒ぎの中、1899年2月16日に現職のフォール大統領がMarguerite Steinheilとの密会中に不審な形で死亡した。
1899年7月18日のパリの新聞『ル・マタン』紙で証拠のメモと真犯人エステルアジが発表された。9月9日の再審でもドレフュスは有罪となったが、エステルアジは召還すらされなかった。9月19日にエミール・ルーベ大統領の大統領特赦でドレフュスは釈放された。1902年4月27日の議会選挙でジョルジュ・クレマンソーは上院議員として元老院入りした。1902年9月29日にエミール・ゾラも不審な形で死亡し、言論封殺を目的とする反対派による暗殺とも騒がれた。エステルアジは、1898年8月12日にロンドンへ亡命しており、1903年から1906年にかけて『ラ・リーブル・パロール』紙のイギリス特派員だった。
結局ドレフュスの無実が確定したのは1906年ことであった。この事件は軍の威信を傷つけ、軍部と保守派の力を大きく後退させ、その後のフランス軍の弱体化を招くひとつの大きな要因となったと考えられている。事件後のフランス軍は、植民地関連を除き単独での軍事的勝利を収めた経験を持たない。一方、ドレフュスを擁護した民主主義・共和制擁護派が、その後のフランス政治の主導権を握り、第三共和政はようやく相対的安定を確保することができた。

### 緊迫する対英関係の解決

#### 仏泰戦争と雲南問題
1888年にフランスは、タイ保護領シップソーンチュタイをフランスの保護国化したが、併合に不服のタイが1893年に仏泰戦争を起こした。これに勝利したフランスは、フランス保護領ラオスをもフランス領インドシナに併合し、同年には露仏同盟を結んでいた。フランスは、中国分割において1895年に三国干渉したことから、イギリスにとってはフランスとロシアとが連携してイギリスを挟撃してくる恐れが生じた。ソールズベリー侯爵が清国の領土保全を訴え、新たにイギリスとの間に雲南問題を抱えたが、1896年にイギリス・フランス両国は「シャムとメーコーン上流域に関する英仏宣言」を締結した。

#### スエズ運河建設とフランス領ソマリ
フェルディナン・ド・レセップスのスエズ運河建設は、1859年から始まり1869年に完成。この間の1859年にフランス第二帝政はタジュラ湾のオボック港（現ジブチ）を租借した。1875年にムハンマド・アリー朝エジプト・ヘディーヴのイスマーイール・パシャがスエズ運河の株44パーセントを400万ポンドで売りに出した。イギリスの首相ベンジャミン・ディズレーリは、イギリスの憲法制度に反して議会の承認なしに、ロスチャイルド家から借り受けた購入資金でこの株を購入し、筆頭株主となった。
エチオピア帝国の皇帝メネリク2世は、イタリア離れと軍事力増強のためにフランスに接近を試み、1894年にジブチ市からエチオピアのハラールまでの鉄道敷設権をフランス企業に与えた。タジュラ湾周辺に勢力を拡大したフランスは、第一次エチオピア戦争（1895年6月 - 1896年11月）中の1896年5月20日にフランス領ソマリランド（1896年 - 1967年）としてこの地を植民地化した。

#### ファショダ事件
セネガルからジブチ・マダガスカルまでアフリカを横断するように拠点を広げていたフランスは、カイロからケープタウン・インドのカルカッタを結ぶ3C政策を意図していたイギリスと不可避的に対立を深めることになった。両者の対立は、1898年にスーダンで両国軍が対峙したファショダ事件で頂点に達するが、当時の外相テオフィル・デルカッセがイギリスとの対立よりドイツへの警戒を優先させ、イギリスに対して妥協的姿勢をみせた。これにより両国関係は好転し、徐々に対ドイツ政策などで協調をみせるようになった。

### ベル・エポック

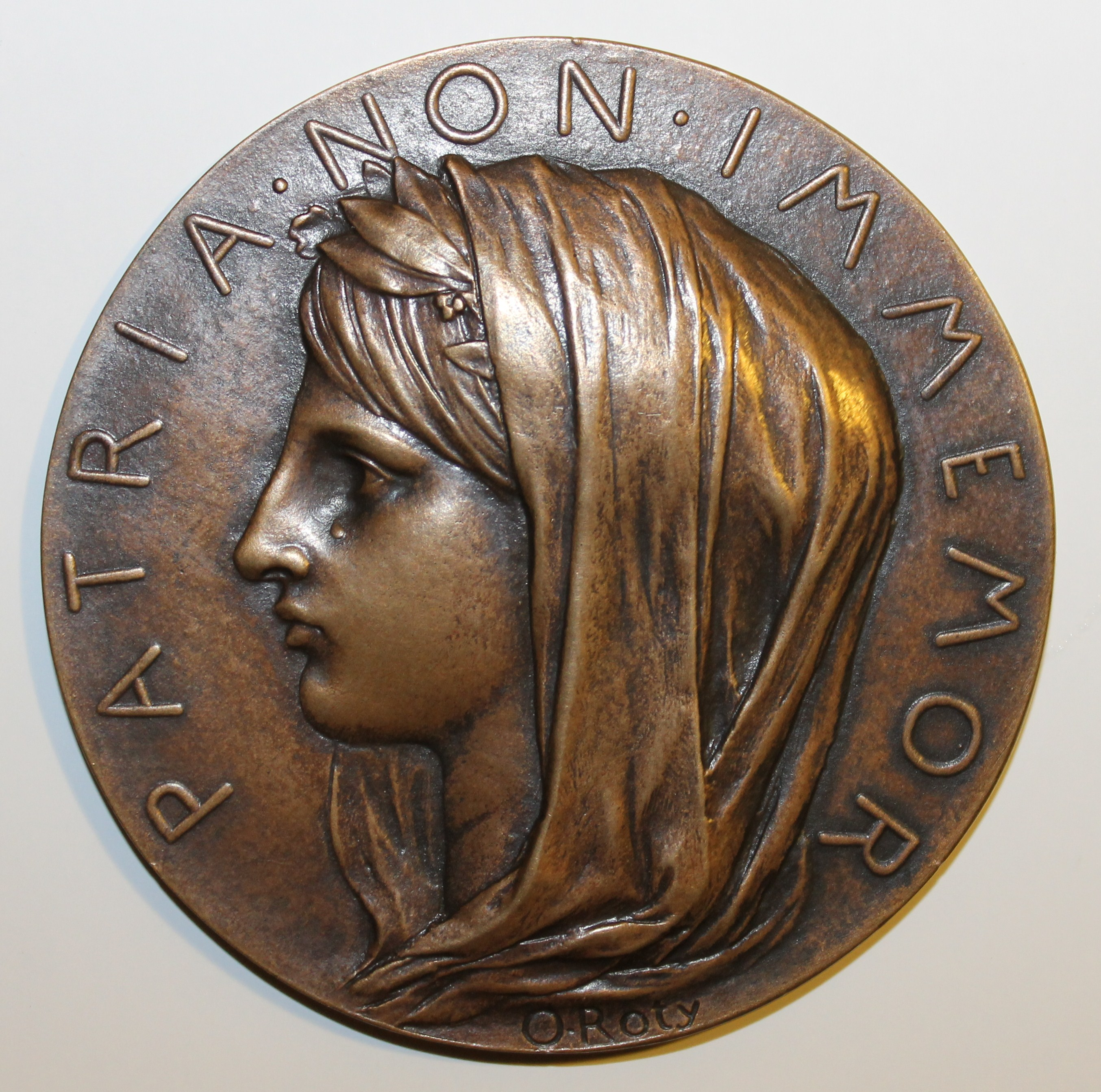
第三共和政25周年メダル
(1895年、オスカル・ロティ製作)

ヨーロッパの列強諸国は植民地や勢力圏の再配分を要求し、各国の帝国主義的対立が深まっていた。しかしながら、紛争や対立はアジア・アフリカ地域及びバルカン半島などに限られていた。普仏戦争から第一次世界大戦までの間、戦争から遠ざかっていたヨーロッパでは19世紀末からの好景気も手伝って一大繁榮期を迎える。中産階級に支えられた世紀末文化、成熟した市民文化はベル・エポック（素晴らしい時代）と呼ばれ、フランスでは1900年に開かれたパリ万国博覧会がその象徴となった。近代化や科学文明の発展もあり、人々の間には進歩主義が蔓延した。

### モロッコ事件と三国協商

#### 日英同盟と英仏協商
同時期にドイツはイギリスの3C政策に対抗した、ベルリン・ビザンティウム・バグダードを結ぶ鉄道建設政策3B政策を推進した。互いの権益が重なることからイギリスとドイツは対立を深めていった。イギリスは栄光ある孤立の立場を取っていたが、極東におけるロシアと日本の対立が深まると1902年に日英同盟（1902年 - 1923年）を、対ドイツ政策として英仏協商を1904年に調印した。英仏協商の妥協によって、フランスがモロッコにおける優越権を獲得した。

#### 第一次モロッコ事件
ドイツは、モロッコにおけるフランスの優越権を認めておらず、日露戦争（1904年2月8日 - 1905年9月5日）の奉天会戦によって露仏同盟の相手であるロシア軍が動けなくなったことを知ると、1905年3月にタンジール事件（第一次モロッコ事件）を始めた。6月にルーヴィエ首相は、対独強硬派のデルカッセ外相を更迭して戦争を回避し、1906年1月にドイツの要求したアルヘシラス会議のテーブルについた。4月7日成立したアルヘシラス議定書では、ドイツの思惑とは異なり、実質的な支配権はフランスとスペインにあった。

#### フランス社会党の成立
与党に対抗すべき社会主義政党も離合集散を繰り返しており広範の支持を得ることはできていない状況が続いた。労働運動は労働組合のゼネストによって社会革命を目指すサンディカリスムが現れた。この運動は1905年にフランス社会党が成立したことで一応の落ち着きを見せ、その年に政教分離法が成立し、第三共和政は安定を迎えた。

#### 日露戦争後の軍事的リバランス
露仏同盟の相手ロシアでは、1904年7月15日に対日強硬派で保守派のヴャチェスラフ・プレーヴェ内相がエスエル党に暗殺され、1905年1月9日の血の日曜日事件でロシア第一革命始まり、10月17日にセルゲイ・ヴィッテらが十月詔書を出すことで収束し、保守派のポベドノスツェフや穏健派のスヴャトポルク＝ミルスキーらが引責辞任した。ドゥーマの創設後にニコライ2世は、あまりに自由主義的であるという理由でドゥーマを解散し、7月21日に改革派のピョートル・ストルイピンが首相に抜擢された。ストルイピン首相は、内政面ではストルイピン改革を実施し、外交面では日露戦争の結果からロシアは東アジアでの南下政策を転換し、不凍港を求めバルカン半島への進出に力を入れはじめ、このロシアの方針転換はオーストリアとの対立を深めた。ロシアは、対ドイツ・オーストリアを優先させ、日英同盟を結んでいたイギリスと1907年に英露協商を締結し、これによりイギリス・フランス・ロシアはドイツとオーストリアを共通の敵として三国協商関係を築く。フランスは本来三国同盟の一員であったイタリアが未回収のイタリアを巡ってオーストリアと関係が悪化したことから仏伊協商を1902年に結んでいる。この為にドイツはオーストリアとの関係を重視し、ドイツ陣営対三国協商という構図が明確になった。1907年6月にクーデターによってドゥーマを解散したストルイピン首相は、ニコライ2世と対立するようになった。1911年9月14日にストルイピン首相はニコライ2世の側近グリゴリー・ラスプーチンに「今日お前は殺される」と言われていたが、その日のうちに秘密警察オフラーナのドミトリー・ポグロフによって、ニコライ2世の御前で、暗殺された。ニコライ2世がヴィッテやストルイピンを避けてラスプーチンを近づけたために、露仏同盟の相手ロシアは弱体化して破滅に向かっていった。
アメリカのマッキンリー大統領は、米西戦争（1898年）、ハワイ併合（1898年）、米比戦争（1899年-1913年）で太平洋へ進出していたが、1901年9月6日に暗殺され、セオドア・ルーズベルトが大統領に昇格した。ルーズベルト大統領は、1905年にポーツマス条約を仲介すると、1907年に大西洋艦隊を太平洋へ回航する「グレート・ホワイト・フリート」のデモンストレーションで軍事力を誇示した。アメリカ政府は、パナマ運河の建設をフランスから引き継ぎ、1903年のパナマ運河条約締結して工事を開始し、1914年8月15日に開通した。アメリカの軍事力に警戒感を示したイギリスでは、対米感情が悪化し、1908年のロンドンオリンピックでは険悪な関係となった。こうした中、フランスのルーヴィエ首相は、対日関係で、1906年に初代駐日フランス大使オーギュスト・ジェラールを着任させ、翌1907年に日仏協約の締結によって日本政府にベトナム人留学生の東遊運動を抑圧させた。

#### 第二次モロッコ事件
仏独関係は、1911年の第二次モロッコ事件で再び緊張した。ドイツはモロッコに対する要求を放棄し、その代償としてフランス領コンゴの一部であったノイカメルーンを獲得し、ドイツ領カメルーンの領土を拡大した。1912年3月30日のフェス条約締結後も、仏独関係は緊張の度合いが高いまま残された。

#### 伊土戦争
露土戦争終結によりバルカン諸国の解放が決定されたベルリン会議で、フランスはイギリスのキプロス占領を認める代わりに、モロッコ地方とチュニジア占領を認めさせた。これについてチュニジアに権益を持っていたイタリアが反対すると、フランスは「代わりに隣のトリポリタニアを占領すればよい」と誘いをかけた。1902年までイタリアとフランスはアフリカにおける協力と中立の保障に関する協定を交わした。また、同年にイギリスもトリポリタニアの地位変更に関係なく、現地でイタリアの利害関係に従うことを保証した。このような外交的措置は、三国同盟に対するイタリアの連帯感を緩めてイギリスとフランスがアフリカで主要競争国と見なしていたドイツを牽制するためであった。さらに1909年、ロシアとのラコニギ協定を通じて、イタリアはボスポラス海峡に対するロシアの政策を支持する条件でトリポリやキレナイカでの権益を認められ、三国協商諸国の支持を確保することに成功した。2度にわたるモロッコ危機が発生すると、これに刺激されたイタリア国内の世論もトリポリタニアを征服すべきだという膨張主義に傾倒した。イタリアは、イギリスとロシアにトリポリにおけるイタリア系住民の権利が侵害される懸案の解決に向けた協力を要請し、肯定的な反応を引き出した。反面に同盟国ドイツとオーストリア＝ハンガリーは、オスマン帝国に対する攻撃がバルカン問題を再燃させかねないという憂慮から、イタリアの計画に反対することが予想された。両国が介入する前に行動に出ることになった。結果としてオスマン帝国の敗戦で終わるも、敗戦はオスマン海軍の弱体さを示すと共に、東地中海の制海権が完全に失われた事を示した。状況を見ていたバルカン諸国に大きな自信感を与え、イタリア海軍が東地中海を席巻する事は、バルカン方面のオスマン軍が非常に不利な状態になる事を意味した。1912年後半、ブルガリア、セルビア、ギリシャはバルカン同盟を結成、イタリア海軍によって孤立させられていたバルカン半島のオスマン軍を攻撃した。
一方、1912年1月16日と18日の両日にわたり地中海上でオスマン軍に渡す軍需品を積んでいたフランス国籍の郵便機船2隻がイタリア海軍に臨検を受け、サルデーニャへ連行される事件が発生した。この問題で、フランスが抗議して船舶は釈放されたが、イタリアではオスマン側に対する兵器供給を傍観したフランスを糾弾する感情が強くなった。フランスもトリポリタニアでの戦争が自国の北アフリカ属領に及ぼす影響を警戒したので、三国協商と三国同盟の間で綱渡り外交を展開するイタリアの意図に疑いを抱いていた。仏伊間の問題は終戦後の1912年10月28日、モロッコとリビアの相互支配を認めた協定が締結されたことにより収まった。

#### バルカン戦争
1912年に勃発した第一次バルカン戦争は開戦に至る過程は列強諸国の関心をあまり引かないで進行したが、東方問題に関して建前上は一応の共通意識を持っており、バルカン諸国に対して厳しい警告を発することにした。しかし、列強各国はそれぞれにバルカン地域について利害対立があり、異なった外交戦略上の対応を採っていた。そのため、建前に基づいた共同警告の効果は打ち消され、戦争の勃発阻止や終結実現には結びつかなかった。現時点ではドイツとの戦争準備は不十分であると考えていたフランスは戦争に消極的な姿勢であった。同盟国のロシアに対しては、仮にバルカン同盟の行動がきっかけでロシアとオーストリアが開戦した場合、参戦する能力は無いと伝えていた。それゆえにイギリスを引き込みたい考えであったが、オスマン帝国存続を考えていたこと、ロシアの影響力に対抗しようとギリシャのバルカン同盟入りを勧めていたこと、また、ロシアのトラキア領有を容認する一方、ブルガリアに対してもトラキア獲得を後押しし、ロシアよりも優先させるとの保障を与えていた等の理由によって戦争勃発阻止のための国際行動にイギリスを引き入れることはできなかった。しかし、ブルガリアが獲得を目指していたトラキアとイスタンブールはロシア自身も長年に渡って狙っていた領土だった。ロシアがフランスおよびイギリスとの三国協商を強化してきたのはこれらの地域獲得のためで、第一次世界大戦開戦の要因となる。

## 第一次世界大戦（1914年 - 1919年）

### 開戦前の状況
1914年6月に発生したサラエヴォ事件によりヨーロッパ諸国の緊張が高まると、参戦国では主要政党が結束して国を支える挙国一致体制が成立した。当初、フランスでも社会党が戦争反対の姿勢だったが、1914年7月31日にその指導者のジャン・ジョレスが右翼のラウール・ヴィランに暗殺され（ジャン・ジョレス暗殺事件）、挙国一致体制が成立した。8月4日に首相ルネ・ヴィヴィアニ (fr:René Viviani) が呼びかけた議会での採決は、レイモン・ポアンカレ大統領が提唱した「ユニオン・サクレ（神聖なる同盟）」に賛成し、全会一致で可決された。フランス社会党を始めとする各社会主義政党の自国政府支持の姿勢は第二インターナショナルの崩壊を招き、城内平和の状況を創り出した。
オーストリアの最後通牒をセルビアが拒否し、情勢を戦争不可避と見たロシアは7月31日に総動員令を布告した。三国同盟に基づいてオーストリアと対応を協議したドイツは予てからのシュリーフェン・プランを発動させて8月1日に総動員令を下し、翌2日にロシアに対して宣戦布告、さらに3日にはフランスに対して宣戦布告した。露仏同盟を結んでいたフランスも8月1日に総動員を下令し、ジョゼフ・ジョフル陸軍最高司令官が策定した対ドイツ戦計画、プラン17 (fr:Plan XVII) を発動した。1839年のロンドン条約においてベルギーの中立を保証していたイギリスは、ドイツ軍のベルギー侵入を確認すると外交交渉を諦め、8月4日にドイツに宣戦布告、フランスへの海外派遣軍の派遣を決定した。こうした同盟・協商関係や戦争計画による連鎖的に始まった第一次世界大戦は、フランス・ロシア・イギリスを中心とする協商国対ドイツ・オーストリアなどの中央同盟国という構図になった（後にオスマン帝国・ブルガリアが同盟国側に、三国同盟の一員であったイタリアは未回収のイタリアの問題から協商国側に立った）。
この戦争はヨーロッパにとって普仏戦争以来約40年ぶりであり、フランス国民はドイツへの敵愾心とアルザス＝ロレーヌ奪還という国家宣伝と愛国心の熱情に押されて軍隊へと志願し、予備役兵はこの戦争を神聖な祖国防衛戦争としてとらえ、『ラ・マルセイエーズ』を高唱した。

#### 総力戦と国民生活
物量戦となった戦争を戦い抜く為に各国は国力を総動員する総力戦体制がつくられた。政府の支持による軍需工業編成、女性や青少年の動員、兵士の死体の撮影が禁止されるなど国民への統制がなされた。フランスは自国の植民地から資源や労力を得ることで比較的緩やかな統制であった。また、ドイツの飛行船ツェッペリンによる空襲やパリに迫ったドイツ軍による砲撃から逃れる為に子供ら50万人が疎開した。

### 西部戦線

#### 序盤から中盤
戦争はドイツ軍のベルギー侵入ではじまった。フランドルにおいてドイツ軍と英仏軍との最初の戦闘となり、このフロンティアの戦い（8月14日 - 8月24日）で英仏軍はドイツ軍に圧倒された。9月に入りドイツ軍はパリ東方のマルヌ川まで迫ったものの、マルヌ会戦（9月5日 - 9月10日）でパリ防衛司令官ガリエニがルノーのタクシーを使った史上空前のピストン輸送を実施し、防衛線を構築してドイツ軍の侵攻を阻止した。ドイツ軍は後退を余儀なくされ、シュリーフェン・プランは頓挫した。
第一次マルヌ会戦の後、両軍はフランス北東部に塹壕を構築し持久戦へと移行した。両軍が築き始めた塹壕線は、やがてスイス国境からベルギーのフラマン海岸まで続く線として繋がった。いわゆる「海への競争」である。各国の弾薬消費量も戦前の予想をはるかに上回る量となった。塹壕戦はその後4年間続くが、両軍の軍指導者はそれまでの作戦や戦術を根本的に改めようとはしなかった。司令官が交代しても、後任は同じ軍事思想を身に付けた軍人であり、ただ兵員や兵器の量を増やし、攻撃箇所を変更するぐらいしか変化はなかった。迫撃砲・火炎放射器・毒ガス・戦車・戦闘機など新兵器が次々に登場したが、それらはいずれも戦局を変える決定的要因にはならず、西部戦線での戦闘は長期消耗戦の様相を呈した。
ドイツ軍が占領地を防御しようとする一方で、英仏軍は攻勢をとろうと努めた。英仏軍の塹壕は、ドイツ軍の防御線を突破するまでの一時的なものとしか考えられておらず、ドイツ軍の塹壕は英仏軍の塹壕よりも堅固に構築されていた。1915年から1917年を通じて、両軍は何百万という死傷者を出したが、英仏軍の損害はドイツ軍の損害を上回った。1916年のヴェルダンの戦い、そして1916年夏のソンムの戦いにおける英仏軍の失敗により、フランス陸軍は一時は崩壊の瀬戸際まで追い詰められた。1917年春のニヴェル攻勢では、無益な正面攻撃でフランス歩兵部隊が大損害を受けたために、戦闘後に抗命事件が発生した。

#### 終盤
ドイツ参謀次長エーリヒ・ルーデンドルフは、アメリカの参戦により、これ以上長引く戦争に勝利することはできないことを悟っていた。戦争の長期化によりヨーロッパ全土で社会崩壊と革命の可能性が高まることを恐れるようになった。しかし、ロシア革命による東部戦線からの増援と新しい歩兵戦術の使用により、西部戦線での迅速な攻勢によって決定的な勝利を得ることに大きな望みを賭けていた。作戦は英仏両軍の中間に攻勢をかけて分断し、イギリス軍を北に圧迫してドーバー海峡へと追いやることを目標としていた。決定的な勝利を得るために、浸透戦術の徹底、飛行機の活用、詳細な砲撃計画、毒ガスの大規模な使用が図られた。
1918年3月21日、1918年春季攻勢の緒戦であるミヒャエル作戦が発動された。英仏両軍は間隙を突かれ、8日間の戦闘により65キロも後退した。パリ東方100キロに到達したドイツ軍は、1914年以来初めてパリを砲撃の射程圏内に収めた。3門のクルップ製超大型列車砲がパリに183発の砲弾を撃ち込み、多くの市民がパリから脱出した。
ドイツ軍の攻勢を受けて、英仏両軍は指揮系統の統一に同意し、総司令官としてフェルディナン・フォッシュが任命された。フォッシュは巧みに戦線を再構築してルーデンドルフが意図していた突破の可能性を挫き、戦闘は従来と同様の消耗戦の様相を呈していった。5月にはアメリカ軍師団が初めて前線に投入され、夏までに毎月30万人の兵士がアメリカから輸送された。総兵力210万人のアメリカ外征軍の登場によって、それまで均衡を保っていた西部戦線に変化が生じた。
フォッシュはドイツ軍の攻勢によってマルヌ付近に形成された突起部に対する反転攻勢を企図し、7月に第二次マルヌ会戦が発生した。連合軍による攻撃はこれまでに見ない成功を収め、翌8月には突起部が解消された。この戦闘が終了した2日後にはアミアンの戦いが開始され、600輌以上の戦車と800機の飛行機を使用したこの戦闘で連合軍は全前線において前線突破に成功し、ルーデンドルフはこの8月8日をドイツ軍にとって暗黒の日と称することになった。9月になるとジョン・パーシング率いる米軍が50万以上の兵力を投入したサン・ミッシェルの戦いが開始された。これに続いて米軍は10個師団を投入してムーズ・アルゴンヌ攻勢を実施した。

### ロシア内戦への介入
1918年に始まった一連の介入の目的は軍需品と補給倉庫をドイツの手に渡らないように確保することであった。ブレスト・リトフスク条約締結以降は、1917年の10月革命後にロシア国内に閉じ込められた連合国軍を救出することが主要目的となった。1918年11月11日の休戦協定の後、連合国の計画はロシア内戦で白軍を支援することに変更された。白軍が崩壊した後、連合国は1925年までにロシアから軍隊を撤退させた。
フランスは 1918年から1920年までそれぞれ北ロシア、南ロシア、シベリア方面等への介入を行った。北ロシア方面は地元で徴兵された反ボリシェヴィキのロシア人志願兵で構成されたフランス外人部隊を含む総勢800名を派兵。シベリア方面は500名規模の小規模部隊をウラジオストクに派遣した。これはインドシナからの植民地連隊であった。この複合部隊はシベリア植民地大隊として知られていた。他の地域が本国から離れていたのに対して近域の南ロシア方面へはウクライナに1万5千、クリミアに3千の兵を送った。フランスの当初の目的は、ボリシェヴィキの軍事的敗北を達成すると同時に、経済的利益をもたらす可能性のある地域を獲得することであった。計画はその地域の反ボリシェヴィキ勢力の協力に依存していたが、地域住民の反感、ボリシェヴィキの抵抗、白軍の反乱、物資の不足、反ボリシェヴィキ勢力の内部抗争により目的の達成は困難になった。フランスはこの地域への軍事介入を直接介入から、白軍の運動支援及び封じ込め戦略に移行した。兵力不足、地域住民の敵意、兵士の士気の低下により撤退が勧告され、ウクライナ、クリミア地域から撤退した。
元アメリカ共産党員のフレデリック・シューマンは「この出来事は永久に東西関係を悪化させ、第二次世界大戦とその後の『冷戦』の起源に大きく起因することになった」と述べた 。現代歴史家のロバート・マドックスは、「ソ連の指導者達にとって、この介入は西側諸国が機会があればソ連政府を打倒することに熱心であることの証拠となった」と述べた。

### 終戦
1918年9月29日にブルガリア、トルコは10月30日に休戦した。ハプスブルク体制の崩壊によりオーストリアとハンガリーは、別々の休戦協定に署名した。またドイツ帝国も敗北を認識し、9月28日、スパで開かれていた大本営はウィルソンに講和交渉要請を決定した。11月4日になるとキールの水兵らが反乱を起こし（キールの反乱）、その後も各地でレーテ（評議会、ソビエトとも訳される）の結成と暴動が相次いだ。バイエルン王国などの帝国諸邦では相次いで君主制が廃止され、帝国の秩序は崩壊し始めた。11月9日に皇帝はオランダに亡命し、後日退位を表明した。結果として帝制は崩壊し、新しいドイツヴァイマル共和政が生まれた。
休戦交渉は共和政政府によって引き継がれており、11月7日にパリ郊外コンピエーニュの森で休戦協定交渉が開始された。11月11日、食堂車2419D（休戦の客車）の車内において、ドイツと連合軍との休戦協定が調印され、11月11日午前11時に軍事行動は停止された。この日を各国では「休戦記念日」と呼び祝っている。

### 講和

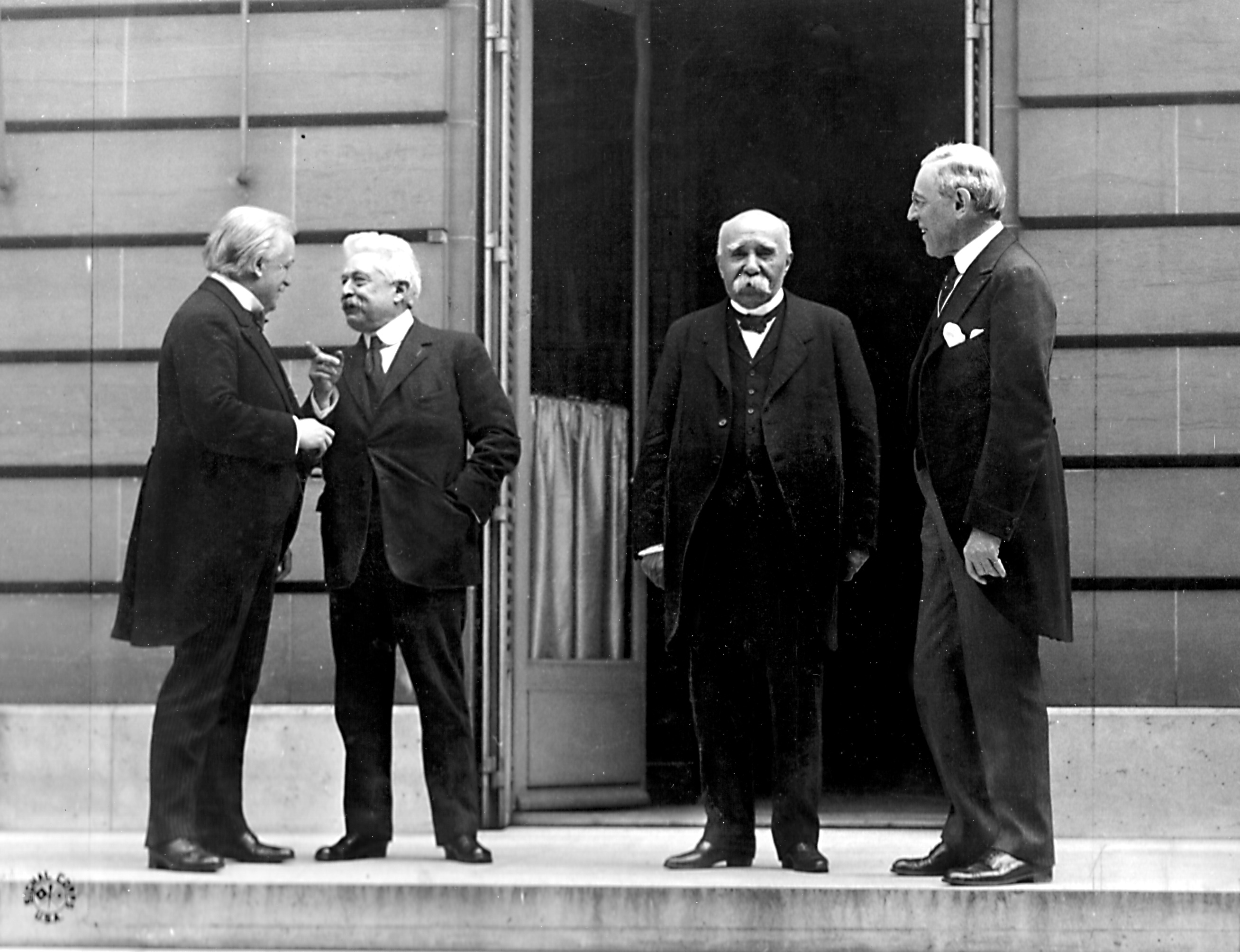
左からロイド・ジョージ、ヴィットーリオ・エマヌエーレ・オルランド、ジョルジュ・クレマンソー、ウッドロウ・ウィルソン

1919年1月18日よりパリにアメリカのウィルソン大統領、イギリスのロイド・ジョージ首相、フランスのクレマンソー首相、イタリアのヴィットーリオ・エマヌエーレ・オルランド首相など連合国の首脳が集まり、パリ講和会議が開かれた。しかし講和条件をめぐって会議は紛糾し、対ドイツ講和条約であるヴェルサイユ条約が調印されたのは6月28日、対オーストリア講和条約であるサン＝ジェルマン条約が調印されたのは9月10日、対ブルガリア講和条約であるヌイイ条約が締結されたのは11月27日であった。アメリカはこれらの条約に調印したが、国際連盟構想などに反発した議会の承認が得られず、ヌイイ条約以外には批准しなかった。このためアメリカは1921年8月11日に米独平和条約 (U.S.–German Peace Treaty (1921)) 、8月24日に米墺平和条約（US–Austrian Peace Treaty (1921)）、8月29日に米洪平和条約 (US–Hungarian Peace Treaty (1921)) を個別に締結して講和した。

### 犠牲者

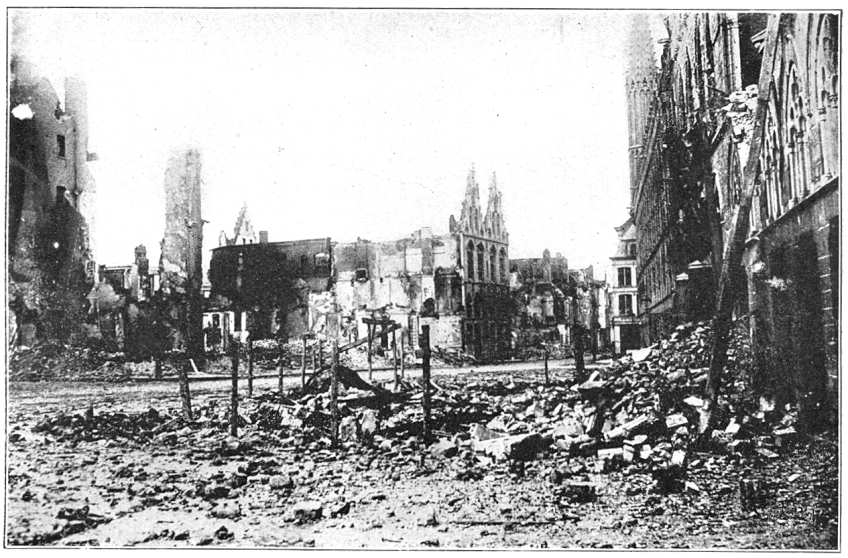
戦争で破壊されたベルギーのイープルの町

戦線が拡大し、長期にわたった戦争は膨大な犠牲者を生み出した。戦闘員の戦死者は900万人、非戦闘員の死者は1,000万人、負傷者は2,200万人と推定されている。国別の戦死者はドイツ177万人、オーストリア120万人、イギリス91万人、フランス136万人、ロシア170万人、イタリア65万人、セルビア37万人、アメリカ13万人に及んだ。またこの戦争によって、当時流行していたスペインかぜが船舶を伝い伝染して世界的に猛威をふるい、戦没者を上回る数の病没者を出した。帰還兵の中には、塹壕戦の長期化で一瞬で手足や命を奪われる恐怖に晒され続けた結果、シェルショック(後のPTSDと呼ばれる症状）にかかる者もいた。
これまでの戦争では、戦勝国は戦費や戦争による損失の全部または一部を敗戦国からの賠償金によって取り戻すことが通例だったが、参戦国のほとんどが国力を出し尽くした第一次世界大戦による損害は、もはや敗戦国からの賠償金程度でどうにかなる規模を遥かに超えてしまっていた。しかしながら、莫大な資源・国富の消耗、そして膨大な死者を生み出した戦争を人々は憎み、戦勝国は敗戦国に報復的で過酷な条件を突きつけることとなった。

## 戦間期（1919年 - 1939年）
1918年11月、古い戦争の思想のもとに始められた第一次世界大戦は、機関銃や航空機、戦車をはじめとする新しい大量殺戮兵器の出現や、戦線の全世界への拡大により、開戦当時には予想もしなかった未曾有の犠牲をもってようやく終了した。国土の多くが戦場となったフランスでは、死者100万人以上、負傷者も400万人以上に上り国民の対独復讐心は極めて強いものになっていた。特に30歳以下の人口の四分の一を失ったことは人口統計学的に出生率が横ばいであったフランスにとって痛手であった。このことは軍備の再建にも影響を及ぼし、後のマジノ線建設の要因となった。

### 報復的な姿勢と外交
1919年1月より、パリで講和会議が始められた。フランス代表のクレマンソーはドイツに対する強硬姿勢を崩さず、6月末に調印されたヴェルサイユ条約は報復的なものとなった。講和会議においてはアメリカのウィルソン大統領が提唱した十四ヵ条に則った国際秩序を目指したが、植民地などの既得権益にイギリスやフランスは固執した。しかし肝心のアメリカがヴェルサイユ条約を批准しなかった為にフランスは独自の外交政策を展開。国内経済の安定とドイツへの牽制の為に中央ヨーロッパ諸国の小協商のシステムに参加することとなった。国際連盟のシステムが不完全な中で1922年にウォレン・ハーディング大統領が中心となってワシントン会議を開催し、（米・英・仏・日・伊）の主力艦の保有量の制限を決めたワシントン海軍軍縮条約などを締結した。
こうした対独姿勢は続き、1923年にポワンカレ右派内閣は、ドイツの賠償金支払いの延滞を口実として、ドイツ有数の工業地域であるルール地方に対して、ベルギーとともにルール占領を決行した。しかし、ルール占領の試みはドイツの反仏感情を高めただけでフランスに経済的利益をもたらしたわけではなく、国際的非難を浴びるに至った。

### ロカルノ条約
1924年、パリオリンピック開催中の6月14日にエリオ急進社会党内閣が成立し、対独姿勢に変化がみられるようになった。同年にはアメリカ合衆国の提示したドーズ案によってドイツの賠償金支払いにも道筋が示され、ヨーロッパは相対的に安定した時期へと突入した。フランスのブリアン外相はドイツと協調外交を展開し、25年にはルール撤退を完了させた。同じく25年には国際協調外交を推進するドイツ外相シュトレーゼマンの提議に端を発するロカルノ条約を結んだ。翌1926年9月にドイツが国際連盟に加盟したことにより条約が発効し、ドイツは国際社会への復帰を果たした。1928年にはアメリカの国務長官フランク・ケロッグと、フランスの外務大臣アリスティード・ブリアン両名による不戦条約が締結され、また1930年には連合軍がラインラントからの撤退を完了させるなど、国際協調の機運が高まり、ヨーロッパに束の間の平穏が訪れた。

### フランスの政治危機とラインラント進駐
1929年にアメリカ合衆国で起こった株価の大暴落が引き金となり、ヨーロッパ各国にまで不況が広がった。いわゆる世界恐慌である。このことがドイツにおけるヒトラー政権の成立を引き起こし、フランスは深刻な安全保障上の危機を迎えることになった。1932年にはフランスでも世界恐慌の影響が出始めた。植民地や友好国とフラン通貨圏をきずいたが、情勢は安定しなかった。
1932年5月6日、ポール・ドゥメール大統領（急進党）が白系ロシア移民パヴェル・ゴルギュロフに銃撃され、翌日死亡した（ポール・ドゥメール暗殺事件）。選挙（5月1日、5月8日）によって5月10日に就任した新大統領アルベール・ルブラン（民主同盟）のもとで、エドゥアール・エリオ内閣が誕生した。1933年末に起きた疑獄事件であるスタヴィスキー事件をきっかけに翌1934年1月27日に急進社会党のカミーユ・ショータン内閣が総辞職した。事態は収まらず、極右団体アクション・フランセーズやクロア・ド・フー、さらにはフランス共産党までもが国会周辺に集まり声高に政府批判を展開した。その一部は議場にまで雪崩れ込み、事態は緊迫した。この暴動で16名の死者と2,300余名の負傷者（人数は資料によって若干異なる）を出し、1934年2月6日の危機がとどめとなり、ダラディエ内閣は議会からの信任を得たにも拘らず、責任を取って2月7日に総辞職した。1934年2月9日に次のガストン・ドゥメルグ内閣が誕生した。
1934年10月9日にユーゴスラビア国王アレクサンダル1世とフランス外相ルイ・バルトゥーが、内部マケドニア革命組織のヴラド・チェルノゼムスキによってマルセイユで暗殺された（アレクサンダル1世とルイ・バルトゥー暗殺事件）。バルトゥーの後任の外相にはピエール・ラヴァルが就任した。
翌1935年3月16日にヒトラーが再軍備宣言を行うと、4月にラヴァル外相はイタリア・英国・フランスによる連携「ストレーザ戦線」で対抗した。フランスはドイツに東西から圧力をかけるため、中央ヨーロッパ諸国の小協商との関係強化や5月2日の仏ソ相互援助条約成立を図った。6月18日にイギリスが、ソ連への牽制を狙ってナチスドイツと英独海軍協定を結んだことで、然したる圧力も掛けられぬまま、三国の連携「ストレーザ戦線」は崩壊した。12月に第二次ロンドン海軍軍縮会議が英・米・仏の三国のみで行なわれた。
翌1936年3月7日に、ドイツは仏ソ相互援助条約を理由に、ラインラント進駐に踏み切る。これに対してもアルベール・サロー首相が消極的姿勢を示したことで中央ヨーロッパ諸国の小協商の信用を失い、フランスとの同盟を締結していたベルギーは中立宣言を行うに至る。

### 人民戦線と宥和政策
仏ソ相互援助条約やヒトラー政権の樹立、右翼団体の動きなどに刺激された左派、スターリンから要請を受けた共産党とが反ファシズムを旗印に人民戦線が結成された。1936年5月3日に戦前最後の選挙で人民戦線が圧勝し、6月4日に社会党のレオン・ブルムを首相とする第1次ブルム人民戦線内閣（共産党は閣外協力に留まる）が成立した。ブルムは通貨安競争対策としてアメリカやイギリスと三国通貨協定を結ぶ一方で金本位制を離脱し、フラン (通貨)を切り下げ、大規模な公共事業を行い、軍事産業にも多くの予算を投入して国防を充実させ不況からの脱出を図った。また、週40時間労働制、2週間の有給休暇制といった労働政策の充実を進めた。これらの政策は労働者側には支持されたが、多くの資本が外国に移ってしまい、ドイツとの再軍備競争に影響を与えた。加えて7月17日に勃発したスペイン内戦への対応をめぐり内部で対立が先鋭化した。イギリスの圧力と自国に内乱が波及するのを恐れた政府は8月に不干渉の方針を示すが、これに対して共産党は不満を強めた。1937年6月22日にブルムは退陣を余儀なくされた。次のカミーユ・ショータン首相の人民戦線内閣でも内部での対立が絶えなかった。1938年2月20日にイギリスのイーデン外相が、ネヴィル・チェンバレン首相の対ドイツ・イタリア宥和政策に反対して辞任、政変に揺れるフランスでもカミーユ・ショータンが辞任してレオン・ブルムが新首相に就任した3月13日に、外交的空白を突いてドイツによるオーストリア併合（アンシュルス）が行なわれた。この後も人民戦線内部では対立が絶えず、4月10日にレオン・ブルムの第二次人民戦線内閣は崩壊した。

### 大戦への道
1938年4月に成立した第三次ダラディエ内閣は、ドイツのズデーテン地方割譲問題に対してチェコスロバキアに軍事援助を行った。一方でイギリス首相ネヴィル・チェンバレンはチェコスロバキアに譲歩させて戦争を回避する腹を固め、9月18日にフランス首相ダラディエと外相ジョルジュ・ボネをロンドンに招いて協議し、ダラディエもチェンバレンの意見に同意、9月のミュンヘン会談でイギリスの宥和政策に同調してヒトラーのズデーテン地方併合を容認した。その後のナチスのチェコ進駐に至り、英仏とも宥和政策の限界を感じポーランド・ギリシャと安全保障を結んだ。さらにソ連との交渉を行おうとしたが、対ソ連の歩調が揃うのに時間が掛かった。加えてミュンヘン会談をソ連抜きで勧めたことや1939年1月にスペインのフランコ政権を容認したことはスターリンの仏英に対する不信を強めさせ、8月23日の独ソ不可侵条約を招くことになった。8月22日のブレッド合議で小協商は解体され、フランスの対独包囲網は無力化されていた。

## 第二次世界大戦（1939年 - 1946年）
1939年9月1日にドイツはポーランドに侵攻し、それを受けて行われたイギリスおよびフランスの宣戦布告により第二次世界大戦が開始した。

### 西部戦線

#### まやかし戦争 - パリ陥落
1939年9月1日のナチス・ドイツによるポーランド侵攻を受けて、9月3日にフランスとイギリスはドイツに対し宣戦布告し、軍を動員してフランス・ドイツ国境およびフランス・ベルギー国境沿いに大規模な陸軍部隊を展開した。英仏両軍はマジノ線からベルギー国境にかけて部隊を配置したが、第一次世界大戦における防御側有利の経験に基づいて積極的に攻撃を仕掛けることはなかった。1940年5月、ドイツ軍のフランス侵攻が開始された。参謀総長及び総司令官であったモーリス・ガムラン大将の失策に加えて、戦車の集団的運用を核にしたドイツ軍の電撃戦によって英仏軍の前線は突破され、フランス政府と軍首脳は数日の内に戦意を喪失した。英陸軍はダンケルクの戦いにおけるドイツ軍のミスによりイギリス海外派遣軍のほぼ全てを英国本土に撤退させる事に成功した。南方に進路を変えたドイツ軍はパリを始めとしたフランス北部を占領し、戦闘継続を訴えたポール・レノー首相は休戦派に屈し辞任し、後継に前大戦の英雄であるフィリップ・ペタン元帥を指名した。

#### ヴィシー政権の成立
第二次世界大戦中の1940年春、ナチス・ドイツの侵攻でフランス軍が敗北を続ける中、84歳のペタンはレノー内閣の副首相に任命された。
1940年6月13日に行われたフランス重大国務会議では、ペタンを始めとした閣僚はウェイガン陸軍総司令官とともに対独講和を主張、主戦派はレノー一人となった。しかし6月14日にパリが無血開城すると、6月16日にレノー内閣が総辞職した。後継首相はペタンに決定した。
6月21日、ペタン率いるフランス政府はドイツに休戦を申し込み、翌6月22日に休戦は成立した。独仏休戦協定によってパリを含むフランス北部と東部はドイツの占領下に置かれ、フランス政府は南フランスのヴィシーに移った。7月10日、ヴィシーで開催された国民議会は圧倒的多数で『憲法的法律』を制定した。その内容は「『フランス国（État français）』の新しい憲法を公布することを目的として、ペタン元帥の権威のおよび署名の元にある共和国の政府に全ての権限を与える」というものであった。以降ペタンはフランス国主席（Chef de l'État français）となった。これ以降の政権はヴィシー政権と呼ばれる。7月11日、ペタンは「憲法行為 (fr:acte constitutionnel) 2号」によって第三共和政憲法の破棄を宣言した。こうして、フランス第三共和政は70年の歴史に事実上幕を閉じることとなった。
ヴィシー政府は対独協力政府として1944年まで存続したが、連合国の優勢が明白になると、ヴィシー政府内では第三共和政の復活を模索する動きも現れた。1944年8月、ピエール・ラヴァル首相はパリに第三共和政議会を復活させようとしたが失敗し、ヴィシー政権はドイツ軍の敗退とともに崩壊することになる。

#### ロンドン亡命政府「自由フランス」の成立
一方でレノー政権の国防次官でペタンの部下でもあったシャルル・ド・ゴール准将はロンドンに亡命し、1940年6月18日に「自由フランス」を結成した。

#### フランス国民解放委員会の設立
1943年6月にアルジェリアで自由フランスと北アフリカの統合が成立し、ド・ゴールとアンリ・ジローを共同代表とするフランス国民解放委員会（CFLN）が結成されたが、権力闘争に敗れたジローは11月9日に議長の地位を失った。1944年1月、ド・ゴールはブラザヴィル会議で植民地の協力と引き替えに戦後の自治拡大を約束した。

### 東南アジア戦線
イギリスやアメリカ合衆国は、フランス領インドシナを経由する「仏印ルート」から中華民国の蔣介石政権に対する支援を行なっていたが、1940年6月17日にパリが陥落すると、6月19日にインドシナ総督ジョルジュ・カトルー将軍も「仏印ルート」の閉鎖を受け入れた。9月23日に日本軍は北部仏印進駐を開始した。11月25日にはタイ・フランス領インドシナ紛争が始まり、1941年5月9日に東京条約が締結された。7月28日に日本軍は南部仏印進駐を開始した。

### フランス共和国臨時政府とフォンテーヌブロー会談
1944年8月9日、フランス共和国臨時政府は、ヴィシー政権が発した命令の無効を宣言し、第三共和政の破棄を決めた諸法令も無効化された（本国における共和国の法律回復を宣言する1944年8月9日布告、fr）。臨時政府はヴィシー政権の存在を否認し、第三共和政が存続していたという建前を取っていたものの、新憲法制定によって新たな共和政をスタートさせることにした。8月20日にシャルル・ド・ゴールが閣僚評議会議長に就任した。8月25日にパリが解放された。同日、ジョルジュ・ビドーが外相に任命された。
ヴィシー政権関係者の粛清「エピュラシオン」が実施され、1945年10月15日にピエール・ラヴァル元首相らが銃殺された。
10月21日に戦後初の選挙が実施され、モーリス・トレーズ率いるフランス共産党が第一党となった。1946年1月20日に突如ド・ゴールが辞任し、1月26日にフェリックス・グーアンが閣僚評議会議長に就任した。フランスは、2月28日と3月6日にベトミンと予備協定のハノイ暫定協定を締結した。6月24日にジョルジュ・ビドーが閣僚評議会議長となり、6月から9月までフランス本国のフォンテーヌブローでフォンテーヌブロー会談が行なわれたが、ド・ゴールのいないフランスにはブラザヴィル会議での約束を守ろうという者はおらず、会談は決裂した。

### 第三共和政の正式な解体と第四共和政のはじまり
終戦後、1946年10月27日、第四共和政憲法が施行され、第三共和政憲法は正式に無効となった。11月28日にビドーが辞任し、レオン・ブルムが閣僚評議会議長となった。12月19日に第一次インドシナ戦争が勃発した。

## 主要年表
- 1870年
  - 9月4日　臨時国防政府樹立
- 1871年
  - 1月23日　パリ陥落
  - 2月8日　国民議会選出
  - 3月18日　パリ・コミューン（ - 5月28日）
  - 5月10日　フランクフルト条約、アルザス＝ロレーヌ割譲
- 1873年　ティエール辞任、パトリス・ド・マクマオン大統領選出
- 1875年　制憲立法成立
- 1877年　普通選挙で共和派勝利
- 1879年　グレヴィ、大統領に選出
- 1881年　チュニジア保護領成立
- 1884年
  - 8月　清仏戦争（ - 85年）
  - 労働組合法成立
- 1885年　ベルリン会議
- 1886年　ブーランジェ将軍事件
- 1887年　プジョー最初の自動車生産
- 1889年　エッフェル塔竣工
- 1892年　露仏軍事同盟締結
- 1894年　ドレフュス事件
- 1895年　三国干渉
- 1898年　ファショダ事件
- 1904年　英仏協商成立
- 1905年　第一次モロッコ事件（タンジール事件）
- 1909年　航空機による英仏海峡横断
- 1910年　仏領赤道アフリカ成立
- 1911年　第二次モロッコ事件（アガディール事件）
- 1912年　モロッコ保護領成立
- 1913年　3年徴兵制成立
- 1914年　第一次世界大戦勃発
- 1917年
  - 4月　米国参戦
  - 10月　ロシアのボルシェビキ革命
- 1918年　停戦実現
- 1919年　ヴェルサイユ条約
- 1923年　ルール占領
- 1925年　ロカルノ条約
- 1931年　植民地博覧会
- 1933年　スタヴィスキー事件
- 1934年　パリで大暴動。ダラディエ内閣（第2次）総辞職
- 1936年　レオン・ブルム人民戦線内閣成立
- 1938年　ダラディエ内閣（第3次）成立
- 1939年
  - 9月1日　第二次世界大戦勃発
  - 9月3日　対独宣戦布告
- 1940年
  - 5月10日　ナチス・ドイツのフランス侵攻開始
  - 6月22日　独仏休戦協定成立
  - 7月11日　ヴィシーで第三共和政憲法の破棄を決めた「憲法行為2号」が公布される
- 1944年
  - 8月9日　フランス共和国臨時政府がヴィシーの諸法令の無効化を宣言
- 1946年
  - 10月27日　フランス第四共和政憲法が施行される